# Max Factor-byggnaden
Max Factor-byggnaden eller The Hollywood Museum är en byggnad i Los Angeles, byggd i art décostil.
Den byggdes 1913 som Fire house and safe building och köptes 1928 av Maksymilian Faktorowicz, grundare av kosmetikaimperiet Max Factor. Med hjälp av teaterarkitekten S. Charles Lee renoverades byggnaden för att passa Factors ändamål. Verksamheten öppnade 1935.
Factors son sålde byggnaden 1973. Efter att ha haft ett flertal olika ägare genomgick byggnaden på 1990-talet en renovering och den är idag ett museum över Hollywoodfilmens historia, museet öppnade 2003 under namnet Hollywood Museum. Museet huserar rekvisita från hollywoodfilmer och visar dessa för allmänheten genom utställningar.